# Reetzow
Reetzow ist ein Ortsteil der Gemeinde Benz auf der Insel Usedom.

## Geographie und Verkehr
Reetzow liegt im Usedomer Achterland im nördlichen Teil des Thurbruchs, einem etwa 16 Quadratkilometer großen Niedermoorgebiet. Östlich liegt der etwa 5,5 Quadratkilometer große Gothensee. Etwa einen Kilometer westlich des Ortes befindet sich der ca. 58 Meter hohe Kückelsberg mit einem Aussichtsturm, von dem aus der Thurbruch überblickt werden kann. Die nächstgelegenen Orte sind Sellin im Norden, Alt-Sallenthin im Nordosten, erreichbar über die Kreisstraße K 39, der Benzer Ortsteil Labömitz im Südwesten, ebenfalls an der K 39 gelegen, sowie Benz im Nordwesten.
Eine direkte Anbindung an das Schienennetz existiert nicht. Der nächstgelegene Haltepunkt der Usedomer Bäderbahn ist Bansin Seebad (Bahnstrecke Züssow–Wolgaster Fähre–Swinemünde).

## Geschichte
Nördlich von Reetzow gibt es zwei frühgeschichtliche Fundgebiete, die aber zur Gemarkung des Ortes zählen. Es sind Hügelgräber, Rillensteine und Steinsetzungen, die aus der Bronzezeit (1800 bis 600 vdZ) stammen. Die Inselsiedlung am Westufer des Gothensees ist aus der spätslawischen Zeit.
Reetzow wurde erstmals als „Redessowe“ in zwei angeblich aus dem Jahre 1238 stammenden Urkunden erwähnt, mit der Herzog Barnim I. dem Kloster Grobe das Dorf Labömitz geschenkt haben soll. Die Urkunden wurde später als Fälschungen erkannt. Es folgten Nennungen in angeblichen, aber ebenfalls unechten Urkunden aus den Jahren 1239 und 1247.
Das Kloster hat in vielen Fällen Urkunden, einschließlich ihrer herzoglichen Bestätigungen gefälscht, um Ländereien oder Gerechtigkeiten, wie in diesem Falle den „Blutbann“ (bei 356) zu erlangen. Dabei wurden die Urkunden den echten (z. B. von 1267) nachempfunden, oft mit den gleichen Zeugen und anderen Einzelheiten, das fiel dann später den Wissenschaftlern auf.
Wohl erst die Urkunde von 1267, in der Herzog Barnim I. die Besitzungen des Klosters Grobe bestätigt, ist als erste Nennung des Ortes zu werten, sie enthält den Ortsnamen „Redessow“. Der slawische Name wird als „fetter Boden“ gedeutet.
Gegen Ende des Dreißigjährigen Krieges wurde der Ort von schwedischen Landsknechten zerstört, viele Einwohner wurden ermordet. Hunger und Pest taten ein Übriges. Zwei Drittel der pommerschen Bevölkerung waren tot.
Reetzow war um 1835 (lt. PUM) ein langovales Angerdorf mit der Funktion als Bauern- und Fischerdorf. Aus der Zeit davor stammt auch eine seltene Querdielenscheune mit Stallteil, sie ist schilfgedeckt. Der Anger ist zwar noch vorhanden, aber die Form der Ortschaft hat sich in ein langgestrecktes Straßenangerdorf gewandelt.
Am 4. September 1973 wurde Reetzow nach Benz eingemeindet.